# Pestizidvergiftung
Pestizide dienen der Schädlingsbekämpfung. Wenn sie auf Organismen einwirken, auf welche sie nicht einwirken sollten, spricht man von einer Pestizidvergiftung. Dies kann zum Beispiel Menschen, Bienen, oder Pflanzen betreffen. Es gibt drei verschiedene Arten von Pestizidvergiftung:
1. Einmalige, kurzzeitige Exposition einer großen Menge von Pestizid
2. Exposition einer großen Menge von Pestizid, über einen längeren Zeitraum
3. Lange andauernde oder wiederkehrende Exposition kleiner Mengen Pestizids

Die erste Form ist beispielsweise bei Personen anzutreffen, welche Suizid begehen wollen, oder bei solchen, welche Pestizide entwickeln. Die zweite Form tritt bei Personenkreisen auf, welche Pestizide entwickeln oder herstellen. Die dritte Form entsteht zum Beispiel durch den Konsum von Pestizidrückständen in Nahrungsmitteln, sowie Kontakt mit Rückständen in Luft, Wasser oder Erde.
In Entwicklungsländern, wie Sri Lanka, stellen Pestizidvergiftungen durch Exposition mit hohen Dosen (akute Vergiftungen) das größte Problem dar. In hochentwickelten Ländern, wie Kanada, ist sie Situation völlig anders: Akute Pestizidvergiftungen sind selten, die größte Gefahr geht von fortwährender Exposition geringer Dosen von Pestizid aus.

## Szenarien
Die gängigsten Szenarien einer Pestizidvergiftung sind zufällige oder gewollte Vergiftungen, etwa mit Suizidabsicht, Vergiftungen am Arbeitsplatz, sowie die Exposition Unbeteiligter oder der Allgemeinheit, durch Umweltbelastung.

Anteil der Selbstmordtodesfälle durch Pestizidvergiftung

## Diagnose
Die meisten Pestizidvergiftungen haben Symptome ähnlich jener gängiger Erkrankungen. Eine umfassende medizinische Untersuchung, inklusive Erfassung der Krankengeschichte ist daher für einer korrekte Diagnose einer Pestizidvergiftung unerlässlich. Fragen, welche das Arbeitsumfeld des Patienten und seine Lebensumstände betreffen, sollten ebenfalls gestellt werden; sie erleichtern die Einschätzung ob eine Pestizidvergiftung vorliegt.
Personen, welche Pestizide auf der Basis von Carbamaten oder Organophosphaten regelmäßig einsetzen, können sich einem Test auf Cholinesterase unterziehen. Cholinesterase ist ein wichtiges Enzym des Nervensystems. Die zwei genannten Gruppen von Pestiziden Hemmen die Freisetzung von Cholesterase, was zum Tod führen kann. Wird vorher ein Cholinesterasetest durchgeführt, kann das Ausmaß einer Vergiftung im Nachhinein durch Vergleich der relevanten Werte festgestellt werden.

## Vorbeugung
Durch fachgerechte Beschriftung und korrekte Lagerung der Pestizidcontainer können unfallartige Expositionen verringert werden. Das Tragen zweckmäßiger Schutzkleidung bei der Verarbeitung oder Benutzung von Pestiziden kann das Risiko einer Exposition weiter verringern: Gewisse Hautregionen, wie das Skrotum, oder die Gegend unter den Achseln, das Gesicht, der Kopf oder die Hände nehmen Pestizide besser auf. Sicherheitsrichtlinien schreiben den Einsatz von Schutzkleidung, das regelmäßige Händewaschen und Waschen der exponierten Stellen während und nach der Arbeit oft vor. Der Wechsel der Arbeitskleidung zwischen den Schichten sowie spezialisierte Erste-Hilfe-Kurse für die Mitarbeiter sind ebenfalls oft vorgeschrieben.
Persönliche Schutzausrüstung beinhaltet in der Regel speziellen Atemschutz, Schutzbrillen und Schutzkleidung; es wurde nachgewiesen, dass diese Maßnahmen das Risiko von pestitzidinduzierten Erkrankungen verringern. Eine Studie an Landwirten fand heraus, dass jene, die zusätzliche Schutzmaßnahmen ergriffen und bezüglich der Risiken und den Einsatz dieser Maßnahmen geschult wurden, ihr Risiko einer akuten Pestizidvergiftung um 55 Prozent reduzierten. Der Einsatz spezieller Schutzhandschuhe reduziert das Kontaminationsrisiko um 33 bis 86 Prozent.
Der Einsatz genetisch modifizierten Saatguts trug ebenfalls zu einer Reduktion an Pestizidvergiftungen bei; der Einsatz dieser Pflanzen benötigt wesentlich weniger Pestizide. Durch den großflächigen Einsatz von Bt-Baumwolle ging die Anzahl die Pestizidvergiftungen in Indien um 2,4 bis 9 Millionen Fälle pro Jahr zurück; ähnliche Zahlen wurden aus China, Pakistan und anderen Ländern gemeldet.

## Einfluss auf andere Tierarten
Ein Nebeneffekt des Einsatzes von Pestiziden ist, dass diese nicht nur die beabsichtigten Organismen töten, sondern auch andere Tierarten negativ beeinflussen. Der Einsatz von Pestiziden hat einen Einfluss auf die lokale Fauna, vor allem andere Insekten. Schädlinge entwickeln Resistenzen gegen Pestizide. Pflanzenfressende Insekten können sich durch Evolution diversifizieren und anpassen. Die Wirksamkeit der Pestizide muss ständig evaluiert werden: Meist muss ihre Wirkung verstärkt werden. Stärkere Pestizide haben jedoch auch einen größeren Einfluss auf die Umgebung; sie tragen auch zur ständigen Pestizidexposition von Konsumenten bei.